# Orogenia panafricana
La orogenia panafricana fue una serie de importantes eventos orogénicos neoproterozoicos relacionados con la formación de los supercontinentes Gondwana y Pannotia hace unos 600 millones de años. Esta orogenia también se conoce como la Orogenia Pan-Gondwana o Saldania. La orogenia panafricana y la orogenia de Grenville son los sistemas de orogénesis más grandes conocidos en la Tierra. La suma de la corteza continental formada en la orogenia panafricana y la orogenia de Grenville hace que el Neoproterozoico sea el período de la historia de la Tierra que ha producido la mayor parte de la corteza continental.

## Historia y terminología
El término panafricano fue acuñado por Kennedy, 1964 para referirse a un evento tectonotérmico ocurrido hace unos 500 millones de años, cuando se formó una serie de cinturones móviles en África entre cratones africanos mucho más antiguos. En ese momento, se usaron otros términos para eventos orogénicos similares en otros continentes, es decir Brasiliano en América del Sur; Adelaideano en Australia; y Beardmore en la Antártida.
Más tarde, cuando la tectónica de placas se generalizó, el término panafricano se extendió a todo el supercontinente Gondwana. Debido a que la formación de Gondwana abarcó varios continentes y se extendió desde el Neoproterozoico hasta principios del Paleozoico, Pan-African ya no podía considerarse una orogenia única, sino más bien un ciclo orogénico que incluía la apertura y el cierre de varios océanos grandes y la colisiones de varios bloques continentales. Además, los eventos panafricanos son contemporáneos con la orogenia cadomiana en Europa y la orogenia baikalia en Asia, y la corteza de estas áreas probablemente formaba parte de Pannotia (es decir, Gondwana cuando se formó por primera vez) durante el Precámbrico.
Los intentos de correlacionar los cinturones panafricanos africanos con los cinturones brasileños sudamericanos al otro lado del Atlántico han sido problemáticos en muchos casos.

## Cinturones panafricanos

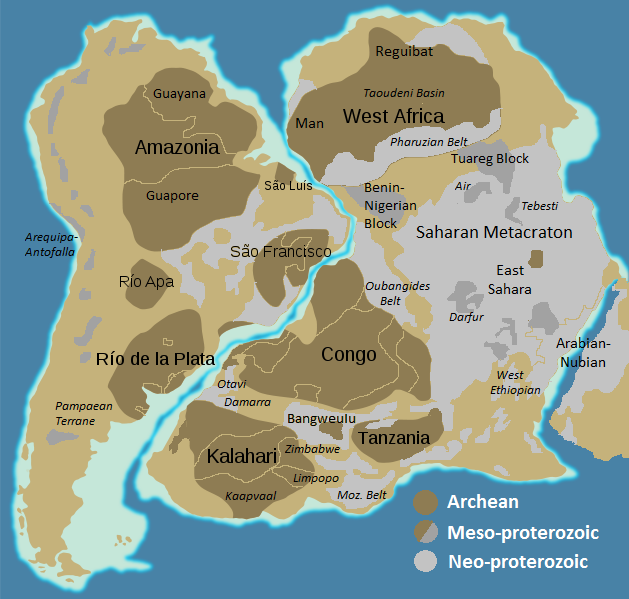
Gondwana oriental con los cratones principales en marrón y las orogenias panafricanas en gris

Los cinturones orogénicos que comprenden el sistema panafricano incluyen:
- El escudo árabe-nubio, que se extiende desde Etiopía hasta el sur de Levante, está asociado a la apertura del Mar Rojo.[7]
- El cinturón de Mozambique, que se extiende desde el este de la Antártida a través del este de África hasta el escudo árabe-nubio, se formó como una sutura entre placas durante la orogenia panafricana.[8] El océano de Mozambique comenzó a cerrarse entre Madagascar e India y el cratón de Congo-Tanzania hace entre 700 y 580 millones de años, con un cierre entre 600 y 500 millones de años.[9]
- El cinturón de Zambezi se ramifica del cinturón de Mozambique en el norte de Zimbabue y se extiende hasta Zambia.[10]
- El cinturón de Damara está expuesto en Namibia entre los cratones del Congo y Kalahari y continúa hacia el sur hasta los cinturones costeros de Gariep y Saldania y hacia el norte hasta el cinturón de Kaoko. Es el resultado del cierre de los océanos Adamastor y Damara e incluye dos horizontes asociados con una severa glaciación hacia el ecuador explicada por la hipótesis de la glaciación global.[11]
- Lo más probable es que el arco lufiliano sea una continuación del cinturón de Damara en Namibia, al que se conecta en el norte de Botsuana. Es un amplio arco que llega tan al norte como el sur de la República Democrática del Congo y Zambia.[10]
- Los cinturones de Gariep y de Saldania corren a lo largo del borde occidental y sur del cratón de Kalahari. Además, como resultado del cierre del océano Adamastor, los depósitos marinos, los montes submarinos y las ofiolitas que contienen se acumularon en el margen de Kalahari alrededor de 540 Ma. Incluyen el granito en Sea Point, Ciudad del Cabo visitado por Charles Darwin en 1836.[12]
- El cinturón de Kaoko se ramifica al noroeste desde el cinturón de Damara hacia Angola. También producido por el cierre del océano Adamastor, este cinturón incluye una zona de cizalla conocida como el lineamiento Puros de 733-550 Ma de antigüedad en el sur de Angola. Contiene rocas de zócalo fuertemente deformadas de 2030-1450 Ma de antigüedad, probablemente derivadas del cratón del Congo, mezcladas con gneises granitoides del Arcaico tardío de origen desconocido. No se conocen arcos de islas ni ofiolotes en el cinturón de Kaoko.[13]
- El cinturón del Congo Occidental es el producto de una ruptura de 999-912 Ma a lo largo del margen occidental del cratón del Congo, seguida de la formación de una cuenca de antepaís en la que se depositó el cinturón hace 900-570 Ma. En el cinturón occidental, las rocas paleoproterozoicas y mesoproterozoicas alóctonas del zócalo anulan la secuencia de antepaís. Incluye depósitos glaciares similares a los del arco lufiliano y se conjuga con el cinturón de Araçuaí en Brasil.[13]
- El cinturón transahariano tiene una longitud de 3 mil kilómetros de largo, corriendo al norte y al este del cratón de África Occidental de más de 2000 Ma de antigüedad que bordea los escudos Tuareg y nigeriano. Consiste en un zócalo preneoproterozoico fuertemente deformado y rocas oceánicas neoproterozoicas que contienen ofiolita, prismas de acreción, rocas metamórficas relacionadas con el arco y de alta presión que datan de 900-520 Ma.[14]
- Los cinturones de África Central entre los escudos del Congo y Nigeria consisten en rocas neoproterozoicas y granitoides deformados intercalados con cuñas de zócalo paleoproterozoico. La parte sur es producto de una colisión continental durante la cual fue empujada hacia el cratón del Congo. Las partes central y norte son zonas de empuje y corte correlacionadas con estructuras similares en Brasil. Los cinturones en África Central continúan hacia el este como el cinturón Oubanguide con el que forman la Zona de Cizalla de África Central.[15]
- El metacratón del Sahara entre las montañas Ahaggar y el río Nilo consiste en un zócalo arcaico-paleoproterozoico sobreimpreso por granitoides panafricanos.[14]
- El cinturón de Rokelide pasa a lo largo del margen occidental del arcaico escudo de Man  en el sur del cratón de África Occidental. Se deformó intensamente durante la orogenia panafricana con un pico alcanzado alrededor de 560 Ma y puede ser un cinturón de acreción.[16]